# Ten New Songs
Ten New Songs — десятый студийный альбом Леонарда Коэна, изданный в 2001 году. Занял 1 место в чартах Дании и Норвегии, 3 в Бельгии, Франции и Швеции, 4 в Италии, 5 в Австрии, 6 во Фламандском регионе, 10 в Швейцарии, 18 в Нидерландах и 35 в Финляндии.

## Об альбоме
Ten New Songs появился спустя девять лет после последней студийной работы Коэна — The Future. Эти несколько лет он провёл в дзэн-монастыре в горах Сан-Габриель в районе Лос-Анджелеса. Тем временем Columbia Records выпускала записанный ранее материал: Cohen Live: Leonard Cohen in Concert, More Best of Leonard Cohen и Field Commander Cohen: Tour of 1979. Наконец выйдя из уединения, Леонард принялся за работу в личной студии в Лос-Анджелесе, и в 2001 вышел первый для музыканта альбом, записанный цифровым способом. Новые тексты более мирные, чем прежде, а музыка более спокойная, сделанная в основном при помощи синтезаторов и драм-машин. Альбом был принят неоднозначно, в целом он повторил успех I’m Your Man и The Future, с которыми схож по жанру, однако нельзя не заметить, насколько остро он отличается от ранних фолк-работ Коэна.

## Список композиций
| №   | Название                | Продолжительность |
| --- | ----------------------- | ----------------- |
| 1.  | In My Secret Life       | 4:55              |
| 2.  | A Thousand Kisses Deep  | 6:29              |
| 3.  | That Don’t Make It Junk | 4:28              |
| 4.  | Here It Is              | 4:18              |
| 5.  | Love Itself             | 5:26              |
| 6.  | By the Rivers Dark      | 5:20              |
| 7.  | Alexandra Leaving       | 5:25              |
| 8.  | You Have Loved Enough   | 5:41              |
| 9.  | Boogie Street           | 6:04              |
| 10. | The Land of Plenty      | 4:35              |